# Volzjskij
Volzjskij (russisk: Волжский, tr. Volzjskij) er en by i Volgograd oblast i det sydlige Rusland med 315.220 (2024) indbyggere. Byen ligger ved udmundingen Akhtuba i Volga, på den østlige bred ag Volga, ca. 20 km nordøst for Volgograd.
Det fandtes ingen befolkning på stedet før engang i 1700-tallet. De første nybyggere var flyktninge, der kaldte sig bezrodnje (russisk: безродные; dansk: ~ uden slægt), og landsbyen fik navnet Bezrodnoje. I 1720 beordrede Peter den store bygningen af en statslig silkefabrik på stedet, på grund af de rige morbærskove i området.
Bosætningen Volzjskij blev registreret i 1952, og havde da en befolkning på omkring 10.000. I 1954 fik bosætningen bystatus. Den største forøgelse af befolkning skete i forbindelse med bygningen af vandkraftværket på Volga.
Byen blev bygget af civile fanger, der blev belønnet med huse eller lejligheder ved endt afsoning. Volzjskij blev planlagt med lejlighedsblokke, der blev bygget i vinkler for at dæmpe de hede sommervinde fra stepperne.
Byens industri består, foruden vandkraftværket Volga GES, af metalindustri og kemisk industri.

## Befolkningsudvikling
| År   | Indbyggere |
| ---- | ---------- |
| 1959 | 66.965     |
| 1970 | 142.058    |
| 1979 | 209.150    |
| 1989 | 268.842    |
| 2002 | 313.169    |
| 2010 | 314.255    |

Note: Data fra folketællinger